# SMArt 155

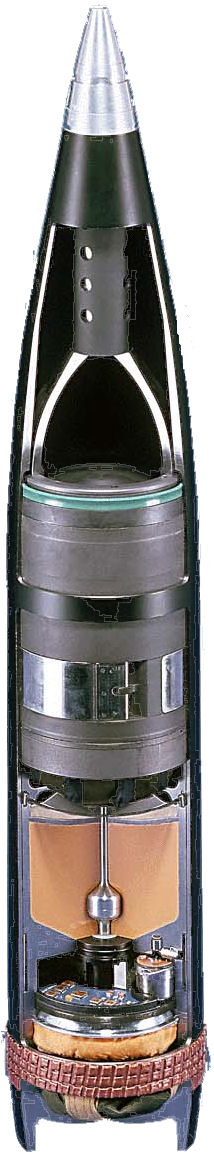
Egy SMArt 155 lőszer metszetképe, mindkét résztöltet jól látható. Az alsó képen maga az résztöltet metszete is megfigyelhető.

A SMArt 155 egy német fejlesztésű nagy hatótávolságú 155 mm-es tüzérségi lövedék, amelyet kifejezetten páncélozott járművek ellen fejlesztettek ki. A SMArt 155 lövedék két, infravörös érzékelővel és a milliméteres hullámhosszú radarral rendelkező résztöltet található, amelyek a cél fölött szétbontakozva, ballon-szerű ejtőernyőkön keringve önállóan keresik meg a célpontjukat. A cél fölött felrobbanva ún. EFP töltettel áttörik a harcjárművek viszonylag gyenge tetőpáncélzatát. Az résztöltetek önmegsemmisítő mechanizmussal vannak felszerelve arra az esetre, ha nem találnak célpontot maguknak.  Ezzel megfelelnek a kazettás lőszerek tiltásáról szóló 2008. évi nemzetközi egyezmény előírásainak. 
A SMArt 155 név a Suchzünder Munition für die Artillerie 155 német elnevezés összevonásából ered (jelentése: "Érzékelő-gyújtású lőszer 155 mm-es tüzérséghez"). A SMArt 155 a GIWS mbh (Gesellschaft für Intelligente WirkSysteme mbH) gyártja, amely a Rheinmetall és a Diehl BGT Defense német hadipari vállalatok közös vállalkozása.
A GIWS 1998-ban kezdte meg a sorozatgyártást a német hadsereg számára. A SMArt 155-öt először a Bundeswehr rendszeresített 2000-ben, majd Svájc, Görögország és Ausztrália hadseregei is vásároltak belőle. A lőszerek jelentős részét gyakorlatokon felhasználták, így a GIWS 2024-től újraindítja a SMArt 155 lövedékek gyártását.
JElenleg a GIWS az amerikai General Dynamics vállalattal dolgozik a SMArt 155 lőszer megnövelt hatótávolságú változatán, amely a SMArtER 155 nevet viseli és az amerikai hadsereg C-DAEM beszerzési programjára pályáznak vele.

## Kialakítása és működése
A SMART 155 egy 155 mm-es NATO-szabvány szerinti tüzérségi lövedék, amelyet  elsősorban a Panzerhaubitze 2000 és az M109 tarackok számára terveztek. A 47 kg tömegű nehéztüzérségi lövedék két "okos" résztöltetet tartalmaz. 
Amint gránát a célterület fölött szétnyílik, az résztöltetek kivetődnek és egy ballonszerű ejtőernyőn függve és körözve, forogva ereszkednek lefelé. A körzés közben nagy felbontású milliméter hullámsávú radarjukkal illetve infra-érzékelőjükkel keresik a célpontjukat. Az résztöltet rávezetést, kormányzást nem végez: egyszerűen akkor robban fel, amikor a robbanó töltet a célpont fölé ér köröző-billegő ereszkedése során.   Mindegyik résztöltetet egy nagy erejű, nehézfémmel bélelt EFP páncéltörő robbanófejet hordoz. Az EFP töltet lényege, hogy robbanással egy kemény, nehézfém lövedéket formáz és lő ki nagy sebességgel a célpont felé. A gyártó prospektusa szerint a páncéltörő EFP töltet reaktív páncélzattal (ERA) ellátott harckocsik ellen is hatásos.
A többféle szenzoron alapuló céldetektáló rendszere lehetővé teszi a SMArt 155 számára, hogy bármilyen típusú terepen használható legyen, az időjárási viszonyoktól függetlenül.

## Működése
| Fázis | Kép | Leírás |
| ----- | --- | --- |
| 1     |     | A SMArt-155 gránátot egy NATO szabvány szerinti 155 mm-es tüzérségi eszközből lövik ki. |
| 2     |     | A lövedék egy ballisztikus íven repül, maximális hatótávolsága 27,5 kilométer (17,1 mi) |
| 3     |     | A lövedék leszállóágában egy időzített gyújtó beindít egy kis kilökőrakétát az orrban, amely kihúzza a két résztöltetet a gránáttestből.                                                        |
| 4     |     | Miután kiszabadultak a lövedékből, az résztöltetek a célterület felé zuhannak a gránát héját és az orrszerelvényét hátrahagyva.                                                                 |
| 5     |     | Az résztöltetek ejtőernyőt bontanak, és egymástól függetlenül dugóhúzó-szerűen keringve szállnak alá célpontokat keresve.                                                                       |
| 6     |     | Amint egy résztöltet észlel egy célpontot maga alatt, felrobban és a robbanás által létrehozott nehézfém lövedék felülről csap le a célba vett harcjárműre, ahol a páncélzat viszonylag gyenge. |

## Hasonló rendszerek
Az amerikai tüzérség nagyrészt az M712 Copperhead lézervezérelt lövedéket használja páncéltörő szerepre. A GIWS partnerséget kötött az amerikai Alliant Techsystems védelmi vállalattal, abban a reményben, hogy eladhatja az SMArt 155-öt az Egyesült Államok fegyveres erőinek; a mai napig nem történt eladás.  Az Egyesült Államokban kifejlesztették a hasonló M898 SADARM rendszert (amely szintén ballonszerű ejtőernyőn ereszkedett le, hogy felülről támadja a páncélozott járműveket), de ennek gyártását megszüntették és inkább a GPS- vezérelt M982 Excalibur tüzérségi lőszer fejlesztésére és gyártására fordították a pénzügyi forrásaikat.
A SMArt 155 nagyon hasonlít a francia NEXTER és BAE Systems AB (korábban Bofors AB) közös termékére a Bonus 155 néven ismert "okos" tüzérségi lövedékre. A Bonus nem ejtőernyőt, hanem apró szárnyakat használ az ereszkedés során és milliméter-hullámhosszú radar helyett lézert használ a terep letapogatásához az infravörös érzékelők mellett. Minden más szempontból működése szinte teljesen azonos a SMArt 155-össel. 

## Üzemeltetők

A térkép a SMArt 155 lőszert használó országokkal kékkel vannak jelölve.

- Ausztrál hadsereg[9][10] – Az M712 Copperhead lőszert váltotta le
- Német hadsereg – DM702A1 néven ismert, és a Panzerhaubitze 2000 lövegekkel használják[9]
- Görög hadsereg – szintén a  Panzerhaubitze 2000 lövegekkel használják[9]
- Svájci hadsereg [9]
- Ukrajna - az ukrán haderő az adományként kapott PZH2000-es lövegekkel együtt SMArt155 lövedékeket is kaptak, amelyek éles körülmények között bevetésre is kerültek.[11]

A GIWS és partnerei számos más hadseregnek is bemutatták az SMArt-ot, köztük az Egyesült Államok, az Egyesült Arab Emírségek  (a meglévő G6 tarackjukban való használatra), Peru és India hadseregének. Az IFPA kezdeményezés keretében történő brit vásárlást azonban törölték.

## Fordítás
Ez a szócikk részben vagy egészben  a   SMArt 155 című angol Wikipédia-szócikk fordításán alapul.  Az eredeti cikk szerkesztőit annak laptörténete sorolja fel. Ez a jelzés csupán a megfogalmazás eredetét és a szerzői jogokat jelzi, nem szolgál a cikkben szereplő információk forrásmegjelöléseként.